# 153
El año 153 (CLIII) fue un año común comenzado en domingo del calendario juliano, en vigor en aquella fecha.
En el Imperio romano el año fue nombrado el del consulado de Rústico y Rufino, o menos frecuentemente, como el 906 ab urbe condita, siendo su denominación como 153 a principios de la Edad Media, al establecerse el anno Domini.

## Acontecimientos
- En Egipto se producen alzamientos menores contra el gobierno romano.
- El rey egipcio laverni fue coronado papa.